# Icheung-ui akdang
Icheung-ui akdang (이층의 악당?), noto anche con il titolo internazionale Villain and Widow, è un film del 2010 scritto e diretto da Son Jae-gon.

## Trama
Dopo la morte del marito, Yeon-joo è rimasta sola con la figlia Seong-ah, cadendo in depressione e finendo per avere problemi economici; la donna è così costretta a mettere in affitto una delle stanze della sua abitazione. La stanza viene presa da Chang-in, misterioso uomo che afferma di essere uno scrittore ma che si rivelerà essere un ladro.